# 菲慈佔·天樂
菲慈佔·天樂（荷蘭語：Kian Franklin Fitz-Jim；2003年7月5日—） 是一名荷蘭職業足球運動員，司職中場，現時效力荷甲球會阿積士。

## 早年生活
菲慈佔出生於阿姆斯特丹。蘇里南裔父親生於荷蘭，有四份之一華人血統。母親曾氏是香港人，8歲移民荷蘭。他未曾到過蘇里南，但曾多次隨母親回香港休假，最近一次他曾入場觀看香港隊的賽事。
菲慈佔最初於阿姆斯特丹球會SC Buitenveldert及Amsterdamsche FC受訓，2015年轉到阿爾克馬爾青年軍，2019年加入阿積士青年軍。

## 球會生涯
2020/21年度賽季，菲慈佔從阿積士U18提升至阿積士的預備隊阿積士青年隊，於荷乙作賽。2020年12月，於對陣泰斯達的荷乙比賽中首次上陣。2021年1月，於對陣福倫丹的比賽中取得首個荷乙入球。2021年5月，於對陣維達斯的荷甲閉幕戰首次進入阿積士一隊的比賽名單，惜無緣上陣。
2022/23年度賽季，以隊長身份帶領阿積士青年隊作賽。2023年1月，菲慈佔獲正式提拔至阿積士一隊，同月於對陣NEC奈梅亨的荷甲比賽首次後備入替為阿積士上陣。數日後，於對陣丹保殊的荷蘭盃比賽首次以正選身份上陣。
2023/24年度賽季，菲慈佔與阿積士續約至2027年，並外借至同市球會精英隊，穿起十號球衣。2023年9月，於對陣海倫芬的比賽中取得首個荷甲助攻。2023年11月，首次於以正選身份出戰荷甲比賽，對陣舊東家阿爾克馬爾。季中，因阿積士中場球員短缺而提早歸隊，回歸後菲慈佔上陣機會不多，主要為阿積士青年隊作賽。
2024/25年度賽季，菲慈佔於歐霸盃戰線為阿積士擔任正選。2024年8月，於歐霸盃外圍賽對積基朗尼亞的比賽中取得首個歐洲賽入球。2024年9月，於歐霸盃分組賽對陣比鍚達斯的比賽中再次取得入球。2024年11月，他於對陣PSV燕豪芬的比賽中取得首個荷甲入球。

## 國際賽生涯
菲慈佔可代表荷蘭、蘇里南、中國或中國香港出戰國際賽。
青年時期，菲慈佔曾代表多支荷蘭青年梯隊出戰。2019年，菲慈佔參加2020年U17歐國盃外圍賽，球隊晉級次圈後賽事因新冠疫情腰斬。2021年，出戰2022年U19歐國盃外圍賽，成功協助球隊晉級次圈。2024年9月，菲慈佔入選荷蘭U21大軍名單，但因傷退出集訓。2024年11月，菲慈佔首次代表荷蘭U21上陣，在對陣斯洛伐克U21的友誼賽中穿起十號球衣。
時任香港代表隊教練约恩·安德森曾表示有意招攬他代表香港成年隊出賽，並一直與他保持溝通。

## 外部鏈接
- Soccerway資料庫：菲慈佔·天樂
- OnsOranje U15 Profile （页面存档备份，存于）
- OnsOranje U16 Profile （页面存档备份，存于）
- OnsOranje U17 Profile （页面存档备份，存于）
- OnsOranje U19 Profile （页面存档备份，存于）